# Сальватьерра, Хосе
Хосе Андрес Сальватьерра Лопес (исп. José Andres Salvatierra López; родился 10 октября 1989 года в Эскасу, Коста-Рика) — коста-риканский футболист, защитник клуба «Алахуэленсе» и сборной Коста-Рики.

## Клубная карьера
Сальватьерра — воспитанник клуба «Алахуэленсе». 8 апреля 2010 года в матче против «Либерия Мия» он дебютировал в чемпионате Коста-Рики. 31 октября в поединке против «Брухаса» Хосе забил свой первый гол за «Алахуэленсе». В составе клуба он четыре раз выиграл чемпионат. В декабре 2016 года Сальватьерра был арендован на год в клубом MLS «Даллас». Но 24 января 2017 года было объявлено об отмене договора аренды в связи с не прохождением игрока физических и медицинских тестов.

## Международная карьера
В 2011 году Сальватьерра принял участие в розыгрыше Золотого кубка КОНКАКАФ. В матче против сборной Кубы он дебютировал за национальную команду. Также Хосе принял участие в поединках против команд Сальвадора, Мексики и Гондураса.
В том же году Сальватьерра выступал на Кубке Америки В Аргентине. Он сыграл в матчах против сборных Колумбии, Боливии и Аргентины.
В 2016 году Хосе во второй раз попал в заявку на Кубок Америки в США. На турнире он сыграл в матчах против команд США и Колумбии.
В 2017 году Сальватьерра стал бронзовым призёром Золотого кубка КОНКАКАФ. На турнире он сыграл в матчах против Канады, сборных Французской Гвианы, США и Панамы.

## Достижения
Командные
 «Алахуэленсе»
- Чемпионат Коста-Рики по футболу — Инвьерно 2010/2011
- Чемпионат Коста-Рики по футболу — Верано 2010/2011
- Чемпионат Коста-Рики по футболу — Инвьерно 2011/2012
- Чемпионат Коста-Рики по футболу — Инвьерно 2012/2013
- Чемпионат Коста-Рики по футболу — Инвьерно 2013/2014

Международные
 Коста-Рика
- Золотой кубок КОНКАКАФ — 2017